# 4904 Makio
A 4904 Makio (ideiglenes jelöléssel 1989 WZ) a Naprendszer kisbolygóövében található aszteroida. Mizuno Josikane és Furuta Tosimasza fedezte fel 1989. november 21-én.